# 羅田 (嘉靖進士)
羅田（1521年—1569年），字汝獲，河南汝寧府光州光山縣人，民籍，明朝政治人物。同進士出身。

## 生平
嘉靖二十五年（1546年）丙午科河南鄉試第二十二名舉人。嘉靖三十二年（1553年）中式癸丑科會試第二百七十六名，三甲第二百一十二名進士。授山西襄陵县知县，三十四年丁母憂。服闋，调補闻喜县，擢户部主事，督饷辽东，明年榷崇文門税，監太仓银库，又監兑湖广，升郎中，隆庆元年（1567年）出为莱州府知府，三年卒，卒后四日隆慶三年（1569年）四月诏升辽东行太仆寺少卿。

## 家族
曾祖羅政；祖父羅傑；父羅文璧（1501年-1548年），字德星，號黄溪；母黃氏（1493年-1555年）。慈侍下。弟羅申。妹夫程純，丙辰進士。